# 훼르미 연구소
페르미 연구소(フェルミ研究所 FermiLab)는 일본의 영상툰을 제작 및 업로드 하는 유튜브 채널이다.

## 정보
- 최초 영상 기재 날짜 : 2017년 9월 19일
- 구독자 수 : 212만 (2020년 9월 16일 기준)
- 총 조회수 : 1,133,353,138회 (2020년 9월 16일 기준)

## 같이 보기
- 휴먼버그대학교